# Mesquita de Al-Aqsa
Mesquita de Al-Aqsa (em árabe: جامع الأقصى; romaniz.: Mesquita congregacional de Al-Aqsa), também conhecida como Mesquita de Quibli (المصلى القبلي, al-muṣallā al-qiblī, lit.  "salão de oração da qibla (sul)"), é a principal mesquita congregacional ou salão de orações no complexo da mesquita de Al-Aqsa, na Cidade Velha de Jerusalém. Em algumas fontes, o edifício também é chamado de al-Masjid al-Aqṣā, mas esse nome se aplica principalmente a todo o complexo onde o edifício está situado, que também é conhecido como "Mesquita Al-Aqsa". O complexo mais amplo é conhecido como Al-Aqsa ou complexo da mesquita de Al-Aqsa, também conhecido como al-Ḥaram al-Sharīf (الحرم الشريف, lit.  "O Santuário Nobre").
Durante o governo do califa ortodoxo Omar (r. 634–644) ou do califa omíada Moáuia I (r. 661–680) uma pequena casa de oração no complexo foi erguida perto do local da mesquita. A mesquita atual, localizada na parede sul do complexo, foi construída originalmente pelo quinto califa omíada Abedal Maleque (r. 685–705) ou seu sucessor Ualide I ( r. 705–715 ) (ou ambos) como uma mesquita congregacional no mesmo eixo do Domo da Rocha, um monumento islâmico comemorativo. Depois de ser destruída por um terremoto em 746, a mesquita foi reconstruída em 758 pelo califa abássida Almançor. Foi posteriormente expandida em 780 pelo califa abássida Almadi, passando a consistir em quinze naves e uma cúpula central. No entanto, foi novamente destruída durante o terremoto de 1033 no Vale do Rift da Jordânia. A mesquita foi reconstruída pelo califa fatímida Ali Azair (r. 1021–1036), que a reduziu para sete naves, mas adornou seu interior com um elaborado arco central coberto de mosaicos vegetais; a estrutura atual preserva o contorno do século XI.
Durante as reformas periódicas realizadas, as dinastias islâmicas governantes construíram adições à mesquita e seus arredores, como sua cúpula, fachada, minaretes, minbar e estrutura interna. Após sua captura pelos cruzados em 1099, a mesquita foi usada como palácio; também foi a sede da ordem religiosa dos Cavaleiros Templários. Depois que a área foi conquistada por Saladino em 1187, a função da estrutura como mesquita foi restaurada. Mais reformas, reparos e projetos de expansão foram realizados nos séculos posteriores pelos aiúbidas, pelos mamelucos, pelos otomanos, pelo Conselho Supremo Muçulmano da Palestina Britânica e durante a ocupação jordaniana da Cisjordânia. Desde o início da ocupação israelense, a mesquita permaneceu sob a administração independente do Waqf Islâmico de Jerusalém.

## Definição

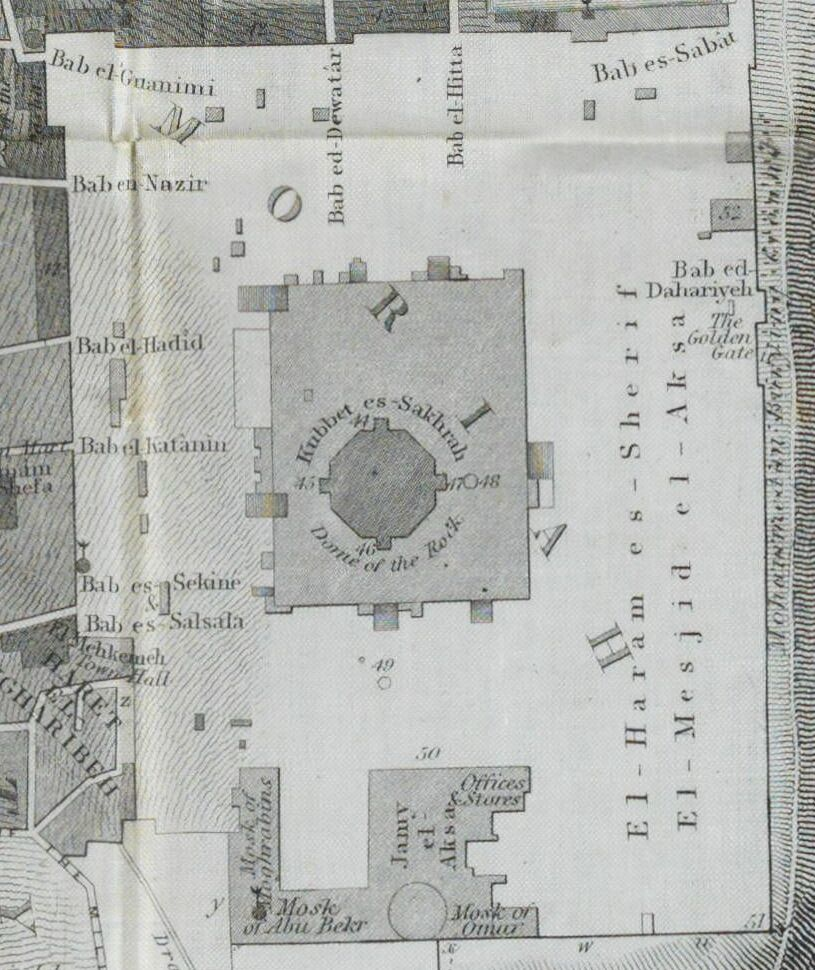
Extrato de um mapa britânico de 1841 mostrando "Mesjid el-Aksa" e "Jami el-Aksa"

O termo árabe "Mesquita Al-Aqsa" é a tradução de al-Masjid al-Aqṣā (ٱلْمَسْجِد ٱلْأَقْصَىٰ) e Jāmiʿ al-Aqṣā (جَامِع ٱلْأَقْصَىٰ), que têm significados distintos em árabe. O primeiro (al-Masjid al-Aqṣā) refere-se à Surata 17 do Alcorão – "a mesquita mais distante" – e, portanto, é usado para todo o complexo do Monte do Templo, também conhecido como Haram al-Sharif, enquanto o último nome (Jāmiʿ al-Aqṣā) é usado para o tema deste artigo – o edifício da mesquita congregacional com cúpula de prata. Escritores árabes e persas, como o geógrafo Mocadaci do século X, o estudioso Nácer Cosroes do século XI, o geógrafo Dreses do século XII e o estudioso islâmico Mujir al-Din do século XV, assim como orientalistas americanos e britânicos do século XIX, como Edward Robinson, Guy Le Strange e Edward Henry Palmer, explicaram que o termo Masjid al-Aqsa se refere a toda a praça da esplanada também conhecida como Monte do Templo ou Haram al -Sharif ('Santuário Nobre') – ou seja, toda a área incluindo o Domo da Rocha, as fontes, os portões e os quatro minaretes – porque nenhum desses edifícios existia na época em que o Alcorão foi escrito. Mocadaci referiu-se ao edifício sul (o tema deste artigo) como Al Mughattâ ("a parte coberta"), enquanto Nácer Cosroes referiu-se com a palavra persa Pushish (também traduzido como "a parte coberta") ou a Maqsura (uma sinédoque da parte pelo todo).
O edifício também é conhecido como Mesquita (al-)Quibli ou Capela (al-)Quibli, em referência à sua localização no extremo sul do complexo, como resultado da transferência da quibla islâmica de Jerusalém para Meca. “Quibli” é o nome usado em publicações oficiais pela organização governamental que administra o local, o Waqf Islâmico de Jerusalém (parte do governo jordaniano). É também o nome oficial usado pela Organização para a Libertação da Palestina. Foi utilizado por inúmeras organizações internacionais, como o Departamento de Estado dos Estados Unidos a Organização para a Cooperação Islâmica (cujo papel é agir como "a voz coletiva do mundo muçulmano"), e a UNESCO, bem como por vários acadêmicos e organizações de comunicação social.

## História

### Pré-construção

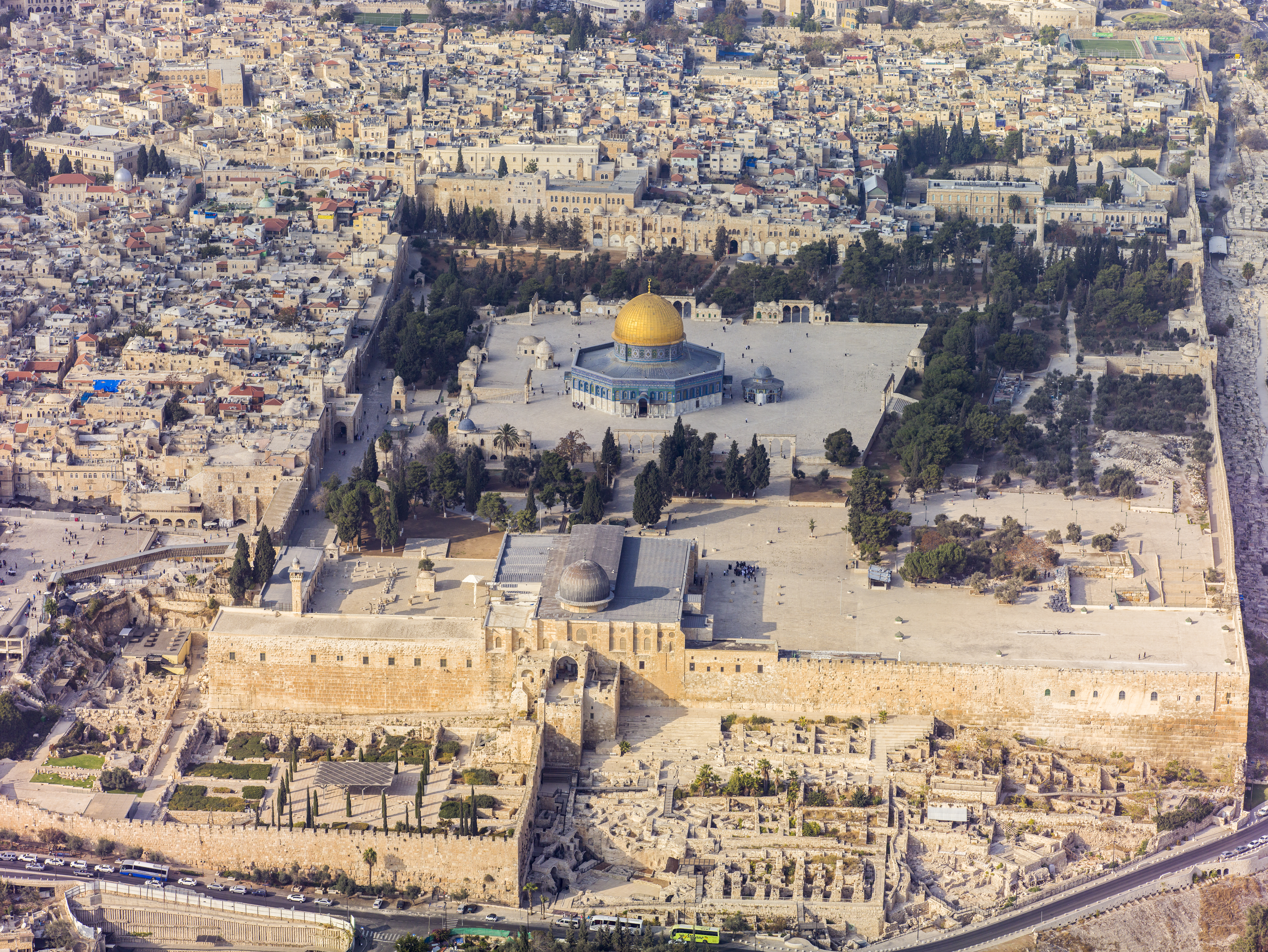
A mesquita está situada no extremo sul do Monte do Templo

A mesquita está localizada na parte sul do Monte do Templo (ou Haram al-Sharif), um recinto ampliado por Herodes, o Grande, a partir de 20 a.C. durante sua reconstrução do Segundo Templo Judaico. A mesquita fica em uma plataforma artificial sustentada por arcos construídos pelos engenheiros de Herodes para superar as difíceis condições topográficas resultantes da expansão para o sul do recinto nos vales de Tiropeon e Cédron. Durante o fim período do Segundo Templo, o local atual da mesquita foi ocupado pela Estoa Real, uma basílica que atravessava a parede sul do recinto e que foi destruída junto com o Templo durante o cerco de Jerusalém pelos romanos no ano 70.
Antigamente, pensava-se que a "Nea Ekklesia da Theotokos" (lit.  "A Nova Igreja da Portadora de Deus"), do imperador Justiniano, comumente conhecida como Igreja Nea, dedicada à Virgem Maria, portadora de Deus, consagrada em 543, estava situada onde a Mesquita de al-Aqsa foi construída mais tarde. No entanto, restos identificados como sendo da Nova Igreja da Mãe de Deus foram descobertos na parte sul do Bairro Judeu em 1973.
A análise das vigas e painéis de madeira removidos da mesquita durante reformas na década de 1930 mostra que eles são feitos de cedro e cipreste libaneses. A datação por radiocarbono forneceu uma ampla gama de idades, algumas tão antigas quanto o século IX a.C., mostrando que parte da madeira havia sido usada anteriormente em edifícios mais antigos. No entanto, o reexame das mesmas vigas na década de 2010 forneceu datas no período bizantino.
Durante suas escavações na década de 1930, o arqueólogo britânico Robert Hamilton descobriu partes de um piso de mosaico multicolorido com padrões geométricos, mas não os publicou. A data do mosaico é contestada: p arqueologista israelense Zachi Dvira considera que eles são do período bizantino pré-islâmico, enquanto Baruch, Reich e Sandhaus favorecem uma origem omíada muito posterior devido à sua semelhança com um mosaico de um palácio omíada escavado adjacente à parede sul do Monte do Templo. Ao comparar as fotografias com o relatório de escavação de Hamilton, Di Cesare determinou que elas pertencem à segunda fase da construção da mesquita no período omíada. Além disso, os desenhos em mosaico eram comuns em edifícios islâmicos, judaicos e cristãos do século II ao século VIII. Di Cesare sugeriu que Hamilton não incluiu os mosaicos em seu livro porque eles foram destruídos para explorar o que havia por baixo deles.

### Período omíada

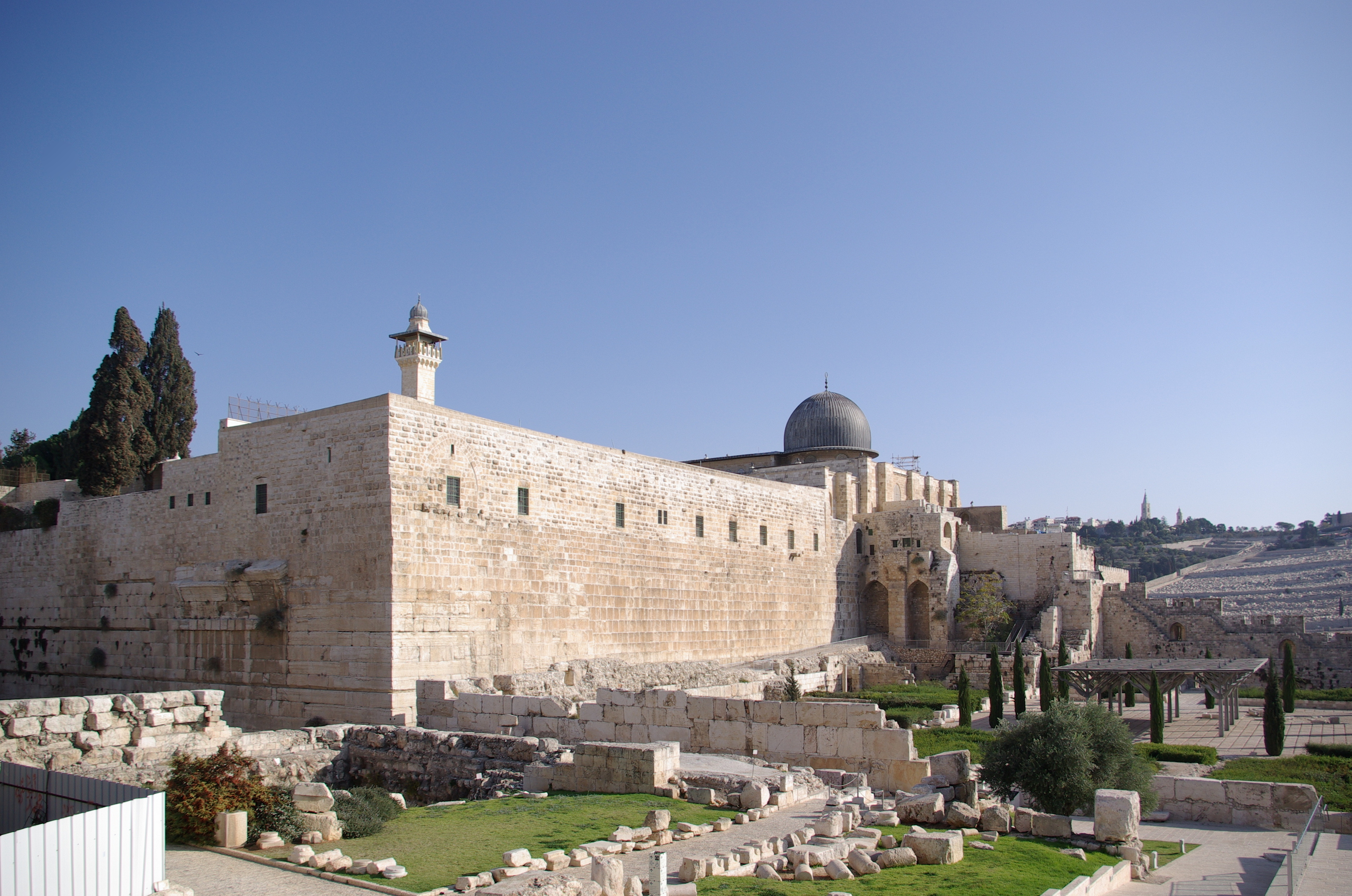
A mesquita ao longo da muralha sul do Monte do Templo

Uma mesquita retangular, em sua maior parte de madeira, no local do Monte do Templo, com capacidade para 3 mil fiéis, foi atestada pelo monge gaulês Arculfo durante sua peregrinação a Jerusalém por c. 679–682. Sua localização precisa não é conhecida. O historiador de arte Oleg Grabar considera provável que estivesse perto da mesquita atual, enquanto o historiador Yildirim Yavuz afirma que ficava no local atual do Domo da Rocha. O historiador de arquitetura K. A. C. Creswell observa que a atestação de Arculfo dá credibilidade às alegações de algumas tradições islâmicas e crônicas cristãs medievais, que ele considera lendárias ou não confiáveis, de que o segundo califa ortodoxo, Omar (r. 634–644), ordenou a construção de uma mesquita primitiva no Monte do Templo. Entretanto, Arculfo visitou a Palestina durante o reinado do califa Moáuia I (r. 661–680), fundador do Califado Omíada, sediado na Síria. Moáuia foi governador da Síria, incluindo a Palestina, por cerca de vinte anos antes de se tornar califa e sua cerimônia de ascensão foi realizada em Jerusalém.
Há divergências sobre se a atual Mesquita de Al-Aqsa foi originalmente construída pelo califa omíada Abedal Maleque (r. 685–705) ou por seu sucessor, seu filho Ualide I (r. 705–715). Vários historiadores de arquitetura afirmam que Abedal encomendou o projeto e que Ualide o finalizou ou expandiu. Abedal inaugurou grandes obras arquitetônicas no Monte do Templo, incluindo a construção da Cúpula da Rocha em c. 691. Uma tradição islâmica comum sustenta que Abedal encomendou simultaneamente a Cúpula da Rocha e a Mesquita de al-Aqsa. Como ambas foram construídas intencionalmente no mesmo eixo, Grabar comenta que as duas estruturas fazem "parte de um conjunto arquitetonicamente pensado que compreende um edifício congregacional e um comemorativo". Guy le Strange afirma que Abedal usou materiais da destruída Igreja de Nossa Senhora para construir a mesquita e aponta possíveis evidências de que as subestruturas nos cantos sudeste da mesquita são restos da igreja.
A fonte mais antiga que indica o trabalho de Ualide na mesquita é o Aphrodito Papryi, que contêm as cartas entre o governador do Egito, Ualide, em dezembro de 708–junho de 711, e um funcionário do governo no Alto Egito, que discutem o envio de trabalhadores e artesãos egípcios para ajudar a construir a Mesquita de al-Aqsa, conhecida como a "Mesquita de Jerusalém". Os trabalhadores referenciados dedicaram entre seis meses e um ano à construção. Vários historiadores dos séculos X e XIII atribuem a Ualide a fundação da mesquita, embora o historiador Amikam Elad duvide de sua confiabilidade sobre o assunto. Entre os anos 713 e 714, uma série de terremotos devastou Jerusalém, destruindo a parte oriental da mesquita, que foi posteriormente reconstruída por ordem de al-Walid. Ele derreteu ouro do Domo da Rocha para usar como dinheiro para financiar reparos e reformas. Ele é creditado pelo historiador do início do século XV, al-Qalqashandi, por cobrir as paredes da mesquita com mosaicos  Grabar observa que a mesquita da era omíada era adornada com mosaicos, mármore e "notáveis trabalhos em madeira trabalhados e pintados". Estes últimos são preservados em parte no Museu Arqueológico da Palestina e em parte no Museu Islâmico.
As estimativas do tamanho da mesquita construída pelos omíadas por historiadores da arquitetura variam de 112 por 39 metros  a 114,6 metros por 69,2 metros. O edifício era retangular. Na avaliação de Grabar, o layout era uma versão modificada de mesquitas hipostilos tradicionais da época. Sua característica "incomum" era que seus corredores ficavam perpendiculares ao muro da quibla. O número de corredores não é definitivamente conhecido, embora quinze sejam citados por vários historiadores. O corredor central, com o dobro da largura dos outros, era provavelmente encimado por uma cúpula.
Os últimos anos do governo omíada foram turbulentos para Jerusalém. O último califa omíada, Maruane II (r. 744–750), puniu os habitantes de Jerusalém por apoiarem uma rebelião de príncipes rivais e derrubou os muros da cidade. Em 746, a Mesquita de al-Aqsa foi destruída por um terremoto. Quatro anos mais tarde, os omíadas foram derrubados e substituídos pelo Califado Abássida, sediado no Iraque.

### Período abássida
Os abássidas geralmente demonstravam pouco interesse em Jerusalém, embora o historiador Shelomo Dov Goitein observe que eles "prestaram homenagem especial" à cidade durante a primeira parte de seu governo, enquanto Grabar afirma que o trabalho dos primeiros abássidas na mesquita sugere "uma grande tentativa de afirmar o patrocínio abássida de lugares sagrados". No entanto, em contraste com o período omíada, a manutenção da Mesquita de al-Aqsa durante o governo abássida muitas vezes ocorreu por iniciativa da comunidade muçulmana local, e não do califa. O segundo califa abássida, Almançor (r. 754–775), visitou Jerusalém em 758, em seu retorno da peregrinação até Meca. Ele encontrou as estruturas do Haram em ruínas devido ao terremoto de 746, incluindo a Mesquita de al-Aqsa. De acordo com a tradição citada por Mujir al-Din, os moradores muçulmanos da cidade imploraram ao califa que financiasse a restauração dos edifícios. Em resposta, ele fez com que as placas de ouro e prata que cobriam as portas da mesquita fossem convertidas em dinares e dirhams para financiar a reconstrução.
Um segundo terremoto danificou a maior parte dos reparos de Almançor, exceto a parte sul, perto do mirabe (nicho de oração que indica a quibla). Em 780, seu sucessor, Almadi, ordenou sua reconstrução, determinando que seus governadores provinciais e outros comandantes contribuíssem cada um com o custo de uma colunata. A renovação de Almadi é a primeira conhecida a ter registros escritos descrevendo-a. O geógrafo de Jerusalém Mocadaci, escrevendo em 985, forneceu a seguinte descrição:
Esta mesquita é ainda mais bonita que a de Damasco... o edifício [após a reconstrução de al-Mahdi] ergueu-se mais firme e substancial do que nunca havia sido em tempos anteriores. A parte mais antiga permaneceu, até mesmo como um local de beleza, no meio do novo... a mesquita de Aqsa tem vinte e seis portas ... O centro do edifício principal é coberto por um telhado poderoso, alto e inclinado, sobre o qual se ergue uma cúpula magnífica. 
Mocadaci observou ainda que a mesquita consistia em quinze corredores alinhados perpendicularmente à qibla e possuía um pórtico elaboradamente decorado com os nomes dos califas abássidas inscritos em seus portões. De acordo com Hamilton, a descrição de Mocadaci da mesquita da era abássida é corroborada por suas descobertas arqueológicas em 1938-1942, que mostraram que a construção abássida manteve algumas partes da estrutura mais antiga e tinha um amplo corredor central encimado por uma cúpula. A mesquita descrita por Mocadaci abria-se para o norte, em direção à Cúpula da Rocha e, excepcionalmente de acordo com Grabar, para o leste.
Além de Almançor e Almadi, nenhum outro califa abássida visitou Jerusalém ou encomendou obras na Mesquita de al-Aqsa, embora o califa Almamune (r. 813–833) ordenou um trabalho significativo em outras partes do Haram. Ele também contribuiu com um portal de bronze para o interior da mesquita, e o geógrafo Nácer Cosroes observou durante sua visita em 1047 que o nome de Almamune estava inscrito nele. Abd Allah ibn Tahir, governador abássida da província oriental de Coraçone  (r. 828–844), é creditado por Mocadaci pela construção de uma colunata sobre pilares de mármore em frente às quinze portas na parte frontal (norte) da mesquita.

### Período fatímida

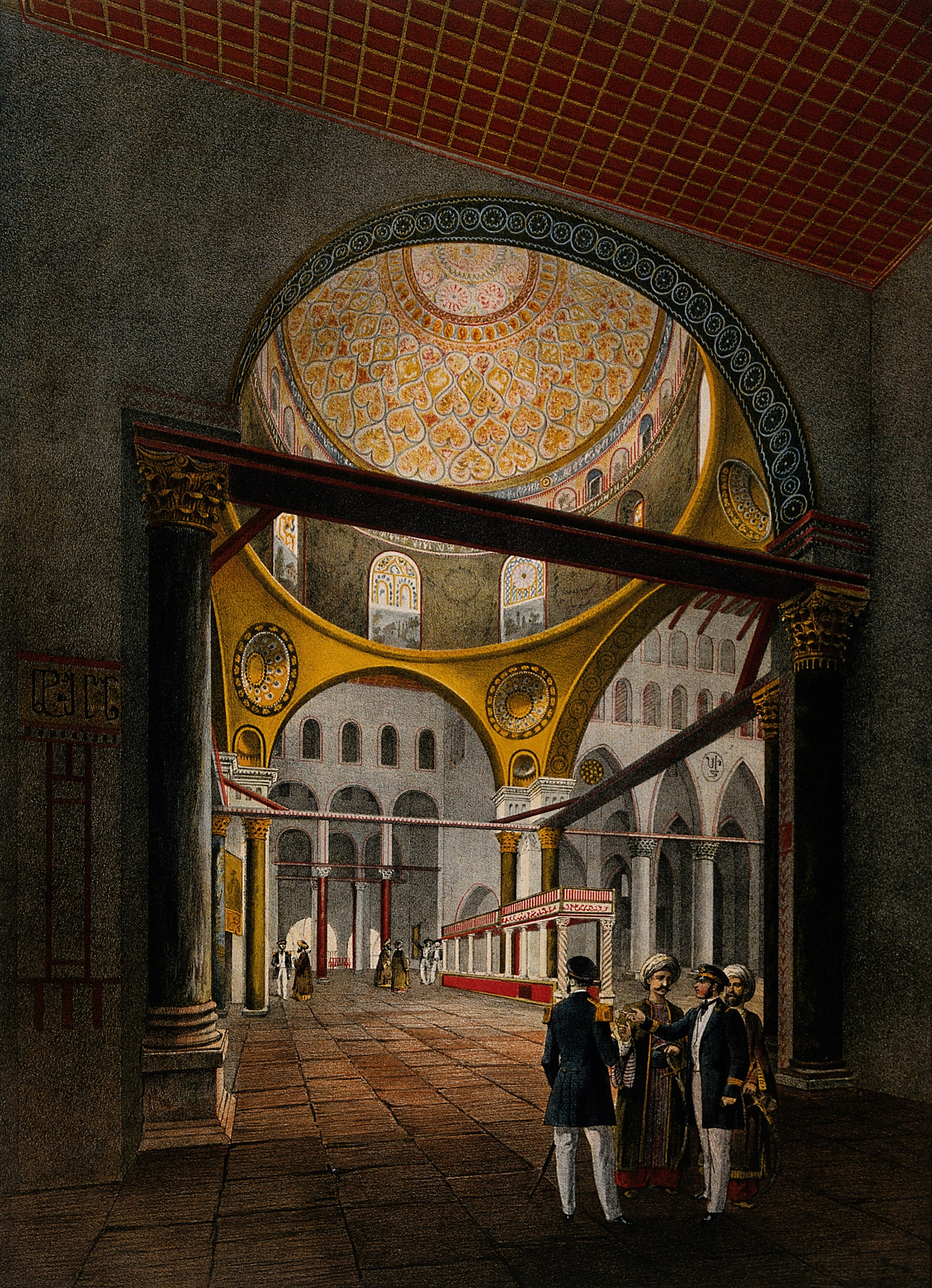
Uma cromolitografia do século XIX do interior da mesquita. Os desenhos em mosaico no tambor da cúpula, os pendentes e o arco em frente ao mirabe datam da reconstrução fatímida de meados do século XI.

Em 970, o Califado Fatímida, sediado no Egito, conquistou a Palestina dos iquíxidas, aliados nominais dos abássidas. Ao contrário dos abássidas e dos habitantes muçulmanos de Jerusalém, que eram sunitas, os fatímidas eram xiítas ismaelitas. Em 1033, outro terremoto danificou severamente a mesquita. O califa fatímida Ali Azair (r. 1021–1036) mandou reconstruir a mesquita entre 1034 e 1036, embora a obra só tenha sido concluída em 1065, durante o reinado do califa Almostancir (r. 1036–1094).
A nova mesquita era consideravelmente menor, tendo sido reduzida de quinze para sete corredores, provavelmente um reflexo do declínio significativo da população local nessa época. Excluindo os dois corredores de cada lado da nave central, cada corredor era composto por onze arcos perpendiculares à quibla. A nave central tinha o dobro da largura dos outros corredores e tinha um telhado de duas águas com uma cúpula. A mesquita provavelmente não tinha as portas laterais de sua antecessora.
Uma característica proeminente e distintiva da nova construção foi o rico programa de mosaicos dotado do tambor da cúpula, os pendentes que conduzem à cúpula e o arco em frente ao mirabe. Essas três áreas adjacentes cobertas pelos mosaicos são coletivamente chamadas de "arco triunfal" por Grabar ou "maqsura" por Pruitt. Os desenhos em mosaico eram raros na arquitetura islâmica na era pós-omíada e os mosaicos de Ali Azair foram um renascimento dessa prática arquitetônica omíada, incluindo os mosaicos de Abedal Maleque no Domo da Rocha, mas em uma escala maior. O mosaico de tambores retrata um jardim luxuoso inspirado no estilo omíada ou clássico. Os quatro pingentes são de ouro e caracterizados por medalhões recortados com planos alternados de ouro e prata e padrões de olhos de pavão, estrelas de oito pontas e folhas de palmeira. No arco há grandes representações de vegetação emanando de pequenos vasos.
[[Ficheiro:Lazhar_Neftien_Aqsa_27.jpg|esquerda|miniaturadaimagem| Inscrição do califa [[Ali Azair] acima do ''mirabe]]
No topo do arco do mirabe há uma longa inscrição em ouro que liga diretamente a Mesquita de al-Aqsa com a Jornada Noturna de Maomé (o isra e o mi'raj) da "masjid al-haram" à "masjid al-aqsa". Marcou a primeira vez que este versículo corânico foi inscrito em Jerusalém, levando Grabar a levantar a hipótese de que foi uma ação oficial dos fatímidas para ampliar o caráter sagrado do local. A inscrição dá crédito a al-Zahir pela renovação da mesquita e a duas figuras desconhecidas, Abu al-Wasim e um xarife, al-Hasan al-Husayni, pela supervisão do trabalho.
Nácer Cosroes descreveu a mesquita durante sua visita em 1047. Ele o considerou "muito grande", medindo 420 por 150 côvados em seu lado oeste. A distância entre cada coluna de mármore "esculpida", 280 no total, era de seis côvados. As colunas eram sustentadas por arcos de pedra e juntas de chumbo. Ele observou as seguintes características:
... a mesquita é toda ladeada por mármore colorido... A maqsura [ou espaço reservado para os funcionários] fica de frente para o centro da parede sul [da Mesquita e da Área Haram] e é de tamanho suficiente para conter dezesseis colunas. Acima ergue-se uma poderosa cúpula ornamentada com esmalte.
O investimento substancial de Ali Azair no Haram, incluindo a Mesquita de al-Aqsa, em meio à instabilidade política na capital Cairo, rebeliões de tribos beduínas e pragas, indicam o "compromisso do califa com Jerusalém", nas palavras de Pruitt. Embora a cidade tenha sofrido reduções populacionais nas décadas anteriores, os fatímidas tentaram aumentar a magnificência e o simbolismo da mesquita, e do Haram em geral, por seus próprios motivos religiosos e políticos. A mesquita actual mantém em grande parte o plano de Ali Azair.
O investimento fatímida em Jerusalém foi interrompido no final do século XI, quando seu governo se tornou ainda mais desestabilizado. Em 1071, um mercenário turco, Atsiz, foi convidado pelo governador fatímida da cidade para controlar os beduínos, mas ele se voltou contra os fatímidas, sitiando e capturando Jerusalém naquele ano. Alguns anos depois, os habitantes se revoltaram contra ele e foram massacrados, incluindo aqueles que haviam se abrigado na Mesquita de al-Aqsa. Atsiz foi morto pelos seljúcidas turcos em 1078, estabelecendo o domínio seljúcida sobre a cidade, que durou até que os fatímidas retomaram o controle em 1098.

### Períodos cruzado, aiúbida e mameluco

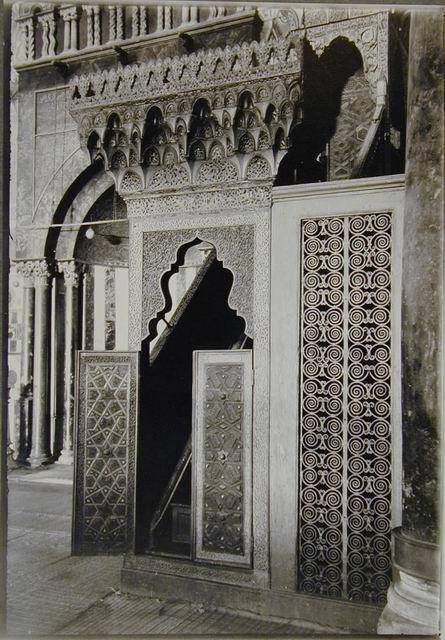
As portas do Saladino Minbar, início do século XX. O minbar foi construído por ordem de Nur al-Din, mas instalado por Saladino

Jerusalém foi capturada pelos cruzados em 1099, durante a Primeira Cruzada. Eles chamaram a mesquita de Templum Solomonis (Templo de Salomão), distinguindo-a da Cúpula da Rocha, que eles chamaram de Templum Domini (Templo de Deus). Enquanto o Cúpula da Rocha foi transformada em uma igreja cristã sob os cuidados dos agostinianos, a Mesquita de al-Aqsa foi usada como palácio real e também como estábulo para cavalos. Em 1119, o rei cruzado instalou a sede dos Cavaleiros Templários ao lado de seu palácio, dentro do edifício. Durante esse período, a mesquita passou por algumas mudanças estruturais, incluindo a expansão de seu pórtico norte e a adição de uma abside e um muro divisório. Um novo claustro e uma igreja também foram construídos no local, juntamente com várias outras estruturas. Os Templários construíram anexos abobadados a oeste e a leste do edifício; o oeste serve atualmente como mesquita das mulheres e o leste como Museu Islâmico.
Depois que os aiúbidas, sob a liderança de Saladino, reconquistaram Jerusalém após o cerco de 1187, vários reparos e reformas foram realizados na Mesquita de al-Aqsa. A fim de preparar a mesquita para as orações de sexta-feira, uma semana após a captura de Jerusalém, Saladino mandou remover os sanitários e os depósitos de cereais instalados pelos cruzados em al-Aqsa, cobrir os pisos com tapetes preciosos e perfumar o seu interior com água de rosas e incenso. O antecessor de Saladino, o sultão zênguida Noradine, encomendou a construção de um novo mimbar ou "púlpito" feito de marfim e madeira em 1168-69, mas foi concluído após sua morte; o mimbar de Noradine foi adicionado à mesquita em novembro de 1187 por Saladino. O sultão aiúbida de Damasco, Almoazão, construiu o pórtico norte da mesquita com três portões em 1218. Em 1345, o sultão mameluco al-Kamil Sha'ban acrescentou duas naves e dois portões ao lado oriental da mesquita.

### Período otomano

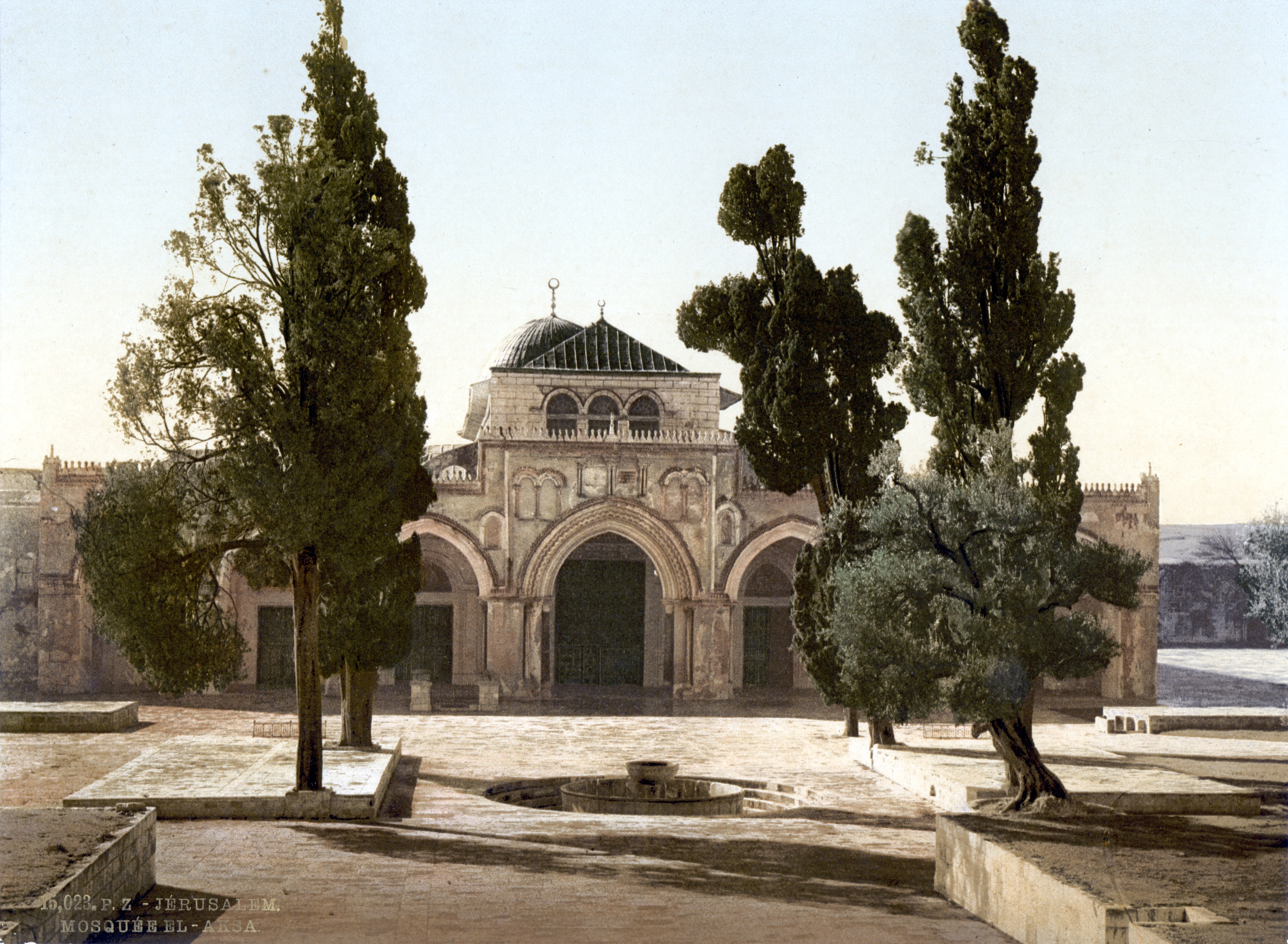
A vista frontal em 1900

Depois que os otomanos assumiram o poder em 1517, eles não realizaram nenhuma grande reforma ou reparo na mesquita. Eles fizeram contribuições arquitetônicas em outros lugares do Haram, incluindo a construção da Fonte de Qasim Pasha (1527) e três cúpulas independentes — a mais notável sendo a Cúpula do Profeta construída em 1538 — e a restauração da Piscina de Raranj. Estas construções foram encomendadas pelos governadores otomanos de Jerusalém, e não pelos sultões, cujas contribuições se limitaram a adições aos minaretes existentes.
Em 1816, a mesquita foi restaurada por Sulayman Pasha al-Adil, o governador de Sidon, sediado em Acre, depois de ter ficado em estado de ruína.
A primeira reforma no século XX ocorreu em 1922, quando o Conselho Supremo Muçulmano, sob o comando de Amin al-Husayni (o Grande Mufti de Jerusalém), contratou o arquiteto turco Ahmet Kemalettin Bey para restaurar a Mesquita de Al-Aqsa e os monumentos em seus arredores. O conselho também contratou arquitetos britânicos, especialistas em engenharia egípcios e autoridades locais para contribuir e supervisionar os reparos e acréscimos realizados entre 1924 e 1925 por Kemalettin. As reformas incluíram o reforço das antigas fundações omíadas da mesquita, a retificação das colunas internas, a substituição das vigas, a construção de um andaime, a conservação dos arcos e do tambor do interior da cúpula principal, a reconstrução da parede sul e a substituição da madeira na nave central por uma laje de concreto. As reformas também revelaram mosaicos e inscrições da era fatímida nos arcos internos que haviam sido cobertos com gesso. Os arcos foram decorados com gipsita dourado e verde e suas vigas de madeira foram substituídas por latão. Um quarto dos vitrais também foi cuidadosamente renovado para preservar seus desenhos originais abássidas e fatímidas.
Danos severos foram causados pelos terremotos de 1837 e 1927. Os danos causados pelo terremoto de 1927 e um pequeno tremor no verão de 1937 fizeram com que o telhado da mesquita desabasse. Foram realizados reparos em 1938 e 1942. A parte superior da parede norte da mesquita foi reconstruída e todo o interior do telhado foi reformado. Outros reparos incluíram a reconstrução parcial dos batentes e vergas das portas centrais, o revestimento da frente de cinco vãos do pórtico e a demolição dos edifícios abobadados que antigamente confinavam com o lado leste da mesquita. O líder fascista italiano Benito Mussolini doou colunas de mármore de Carrara no final da década de 1930.
Em 20 de julho de 1951, o rei Abdalá I da Jordânia foi baleado três vezes por um atirador palestino ao entrar na mesquita, matando-o. Seu neto, o príncipe Hussein, estava ao seu lado e também foi atingido, embora uma medalha que ele usava no peito tenha desviado a bala.

### Período israelense

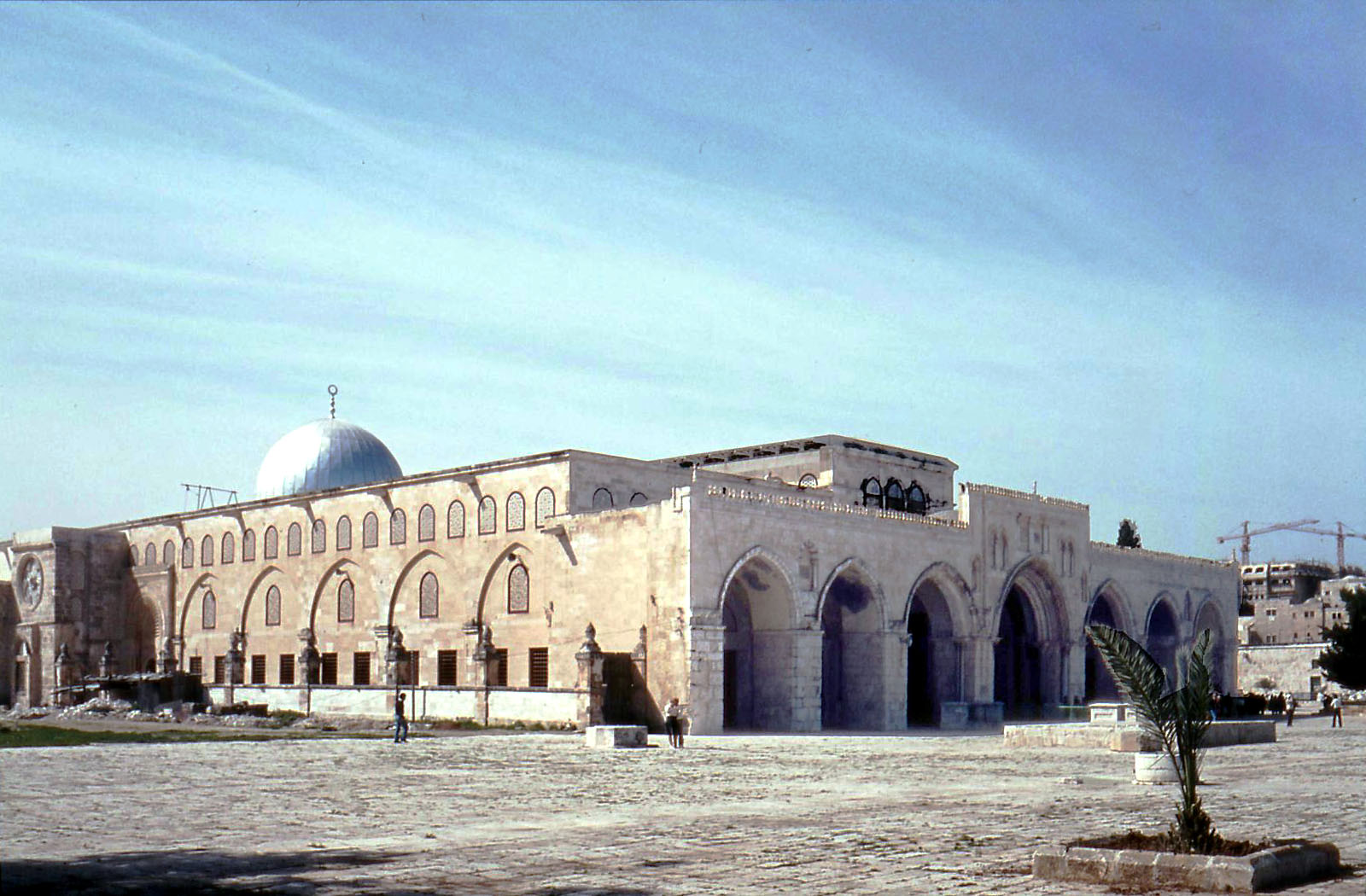
A cúpula em 1982, coberta de alumínio e visivelmente prateada, após o incêndio de 1969, em vez do chumbo cinza original

O local caiu sob controle israelense em 7 de junho de 1967, durante a Guerra dos Seis Dias. Em 21 de agosto de 1969, um incêndio foi iniciado por um visitante da Austrália chamado Denis Michael Rohan, um cristão evangélico que esperava que, ao queimar a Mesquita de Al-Aqsa, ele apressaria a Segunda Vinda de Jesus. Em resposta ao incidente, uma cúpula de países islâmicos foi realizada em Rabat naquele mesmo ano, organizada por Faisal da Arábia Saudita, o então rei da Arábia Saudita. O incêndio de al-Aqsa é considerado um dos catalisadores para a formação da Organização da Conferência Islâmica (OCI, agora Organização da Cooperação Islâmica) em 1972.
Após o incêndio, a cúpula foi reconstruída em concreto e coberta com alumínio anodizado, em vez da cobertura original de esmalte de chumbo nervurado. Em 1983, o revestimento externo de alumínio foi substituído por chumbo para combinar com o design original de Azair.
Na década de 1980, Ben Shoshan e Yehuda Etzion, ambos membros do Gush Emunim Underground, conspiraram para explodir a Mesquita de al-Aqsa e a Cúpula da Rocha. Etzion acreditava que explodir as duas mesquitas causaria um despertar espiritual em Israel e resolveria todos os problemas do povo judeu. Eles também esperavam que o Terceiro Templo de Jerusalém fosse construído no local da mesquita.
Em 5 de novembro de 2014, a polícia israelense entrou em Al-Aqsa pela primeira vez desde a captura de Jerusalém em 1967, disse o xeque Azzam Al-Khatib, diretor do Waqf de Jerusalém. Relatos anteriores da comunicação social sobre a "invasão de Al-Aqsa" referiam-se ao complexo de Haram al-Sharif e não à própria mesquita de Al-Aqsa.

## Arquitetura
A mesquita retangular de al-Aqsa e seus arredores cobrem 14,4 hectares (36 acres), embora a mesquita em si tenha cerca de 0,46 hectares (1,1 acres) de área e pode acomodar até 5 mil fiéis. São 83 metros de comprimento e 56 metros de largura. Ao contrário da Cúpula da Rocha, que reflete a arquitetura bizantina clássica, a Mesquita de al-Aqsa é característica da arquitetura islâmica primitiva.

### Cúpula

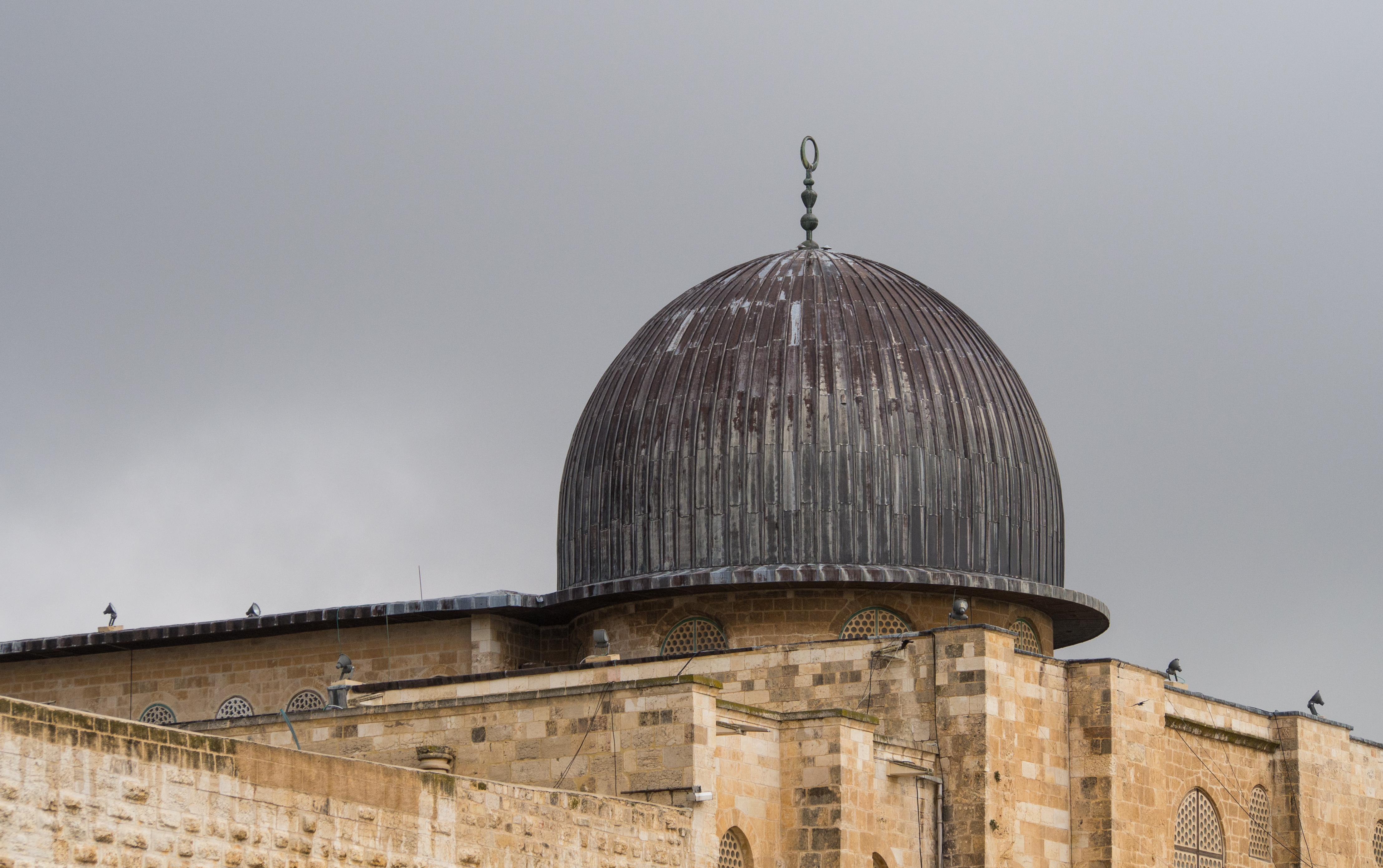
A cúpula prateada é feita de folhas de chumbo

Nada resta da cúpula original construída por Abedal Maleque. A cúpula atual imita a de Ali Azair, que consistia em madeira revestida com esmalte de chumbo, mas que foi destruída por um incêndio em 1969. Hoje é feito de concreto com cobertura de chumbo.
A cúpula de Al-Aqsa é uma das poucas cúpulas construídas em frente ao mirabe durante os períodos omíada e abássida, sendo as outras a Mesquita Omíada em Damasco (715) e a Grande Mesquita de Sousse (850). O interior da cúpula é pintado com decorações do século XIV. Durante o incêndio de 1969, as pinturas foram consideradas irreparavelmente perdidas, mas foram completamente reconstruídas usando a técnica trateggio, um método que usa linhas verticais finas para distinguir as áreas reconstruídas das originais.

### Fachada e alpendre

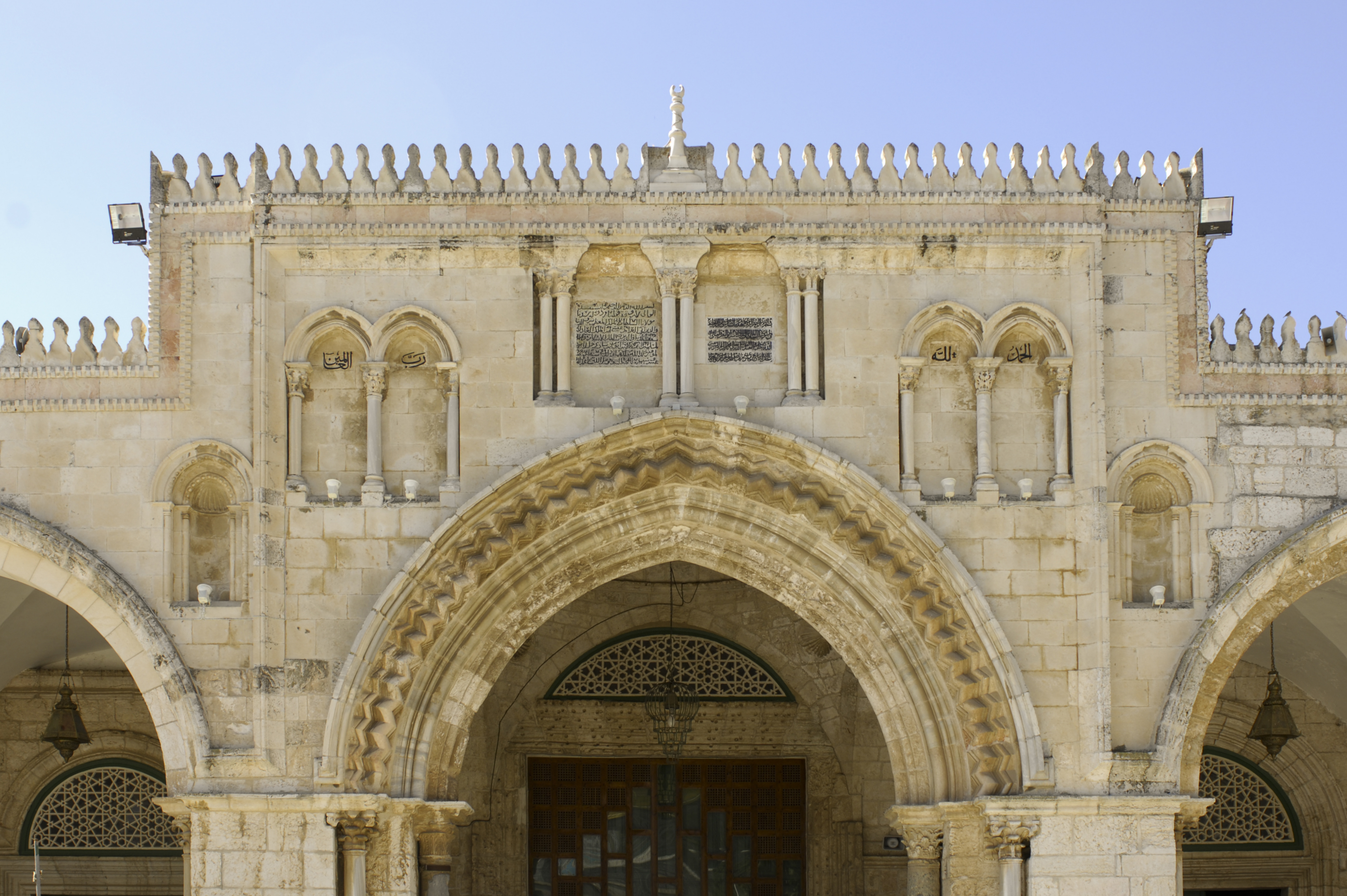
A fachada da mesquita. Foi construído pelos fatímidas e depois expandido pelos cruzados, os aiúbidas e os mamelucos.

A fachada da mesquita foi construída em 1065 d.C. sob as instruções do califa fatímida Almostancir. Era coroada por uma balaustrada composta por arcadas e pequenas colunas. Os cruzados danificaram a fachada, mas ela foi restaurada e renovada pelos aiúbidas. Uma adição foi o revestimento da fachada com azulejos. O material de segunda mão dos arcos da fachada inclui material esculpido e ornamental retirado de estruturas dos cruzados em Jerusalém. Os arcos externos adicionados pelos mamelucos seguem o mesmo design geral. A entrada da mesquita é feita pelo arco central da fachada.

### Interior

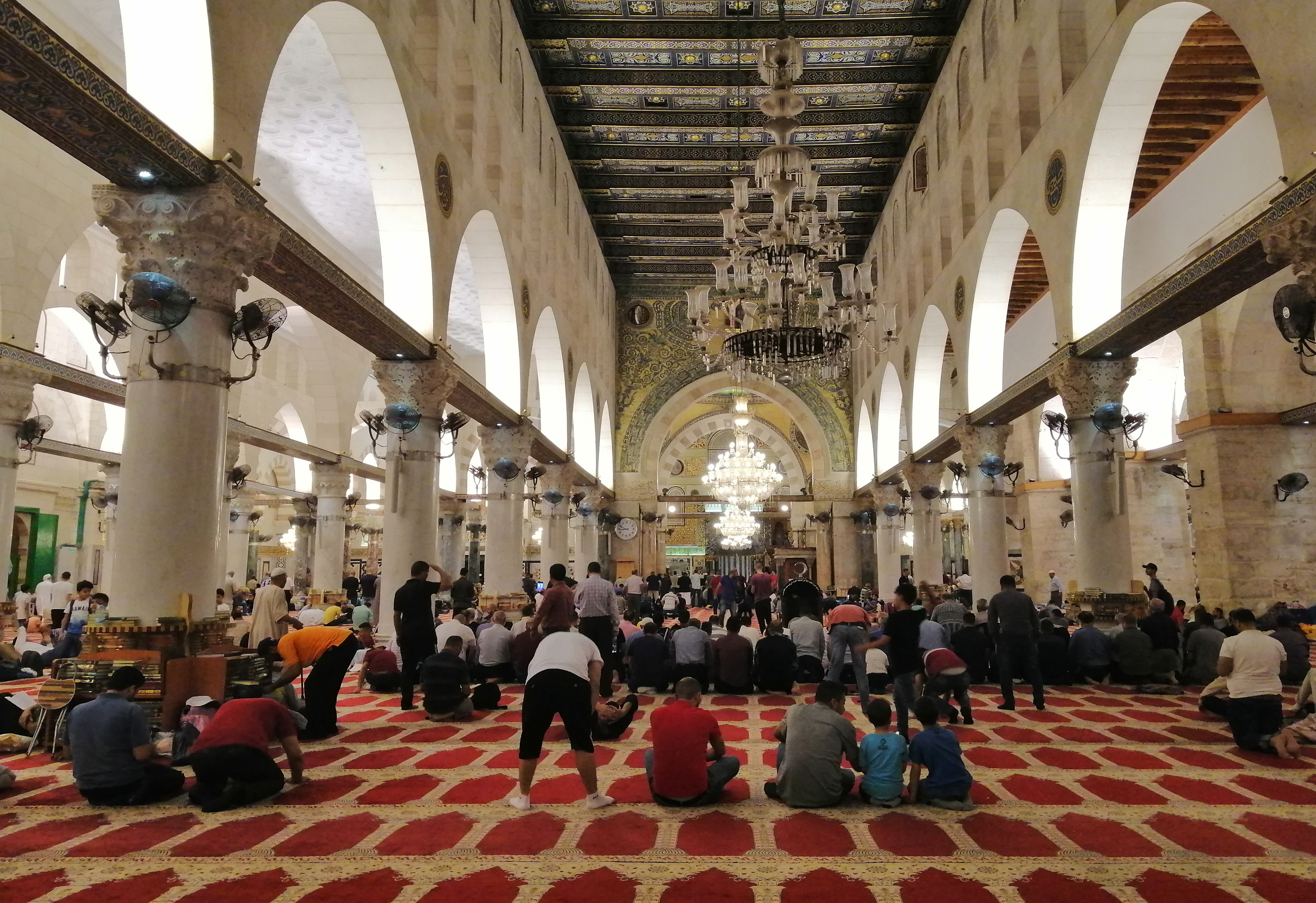
Vista interna da mesquita de frente para o mirabe

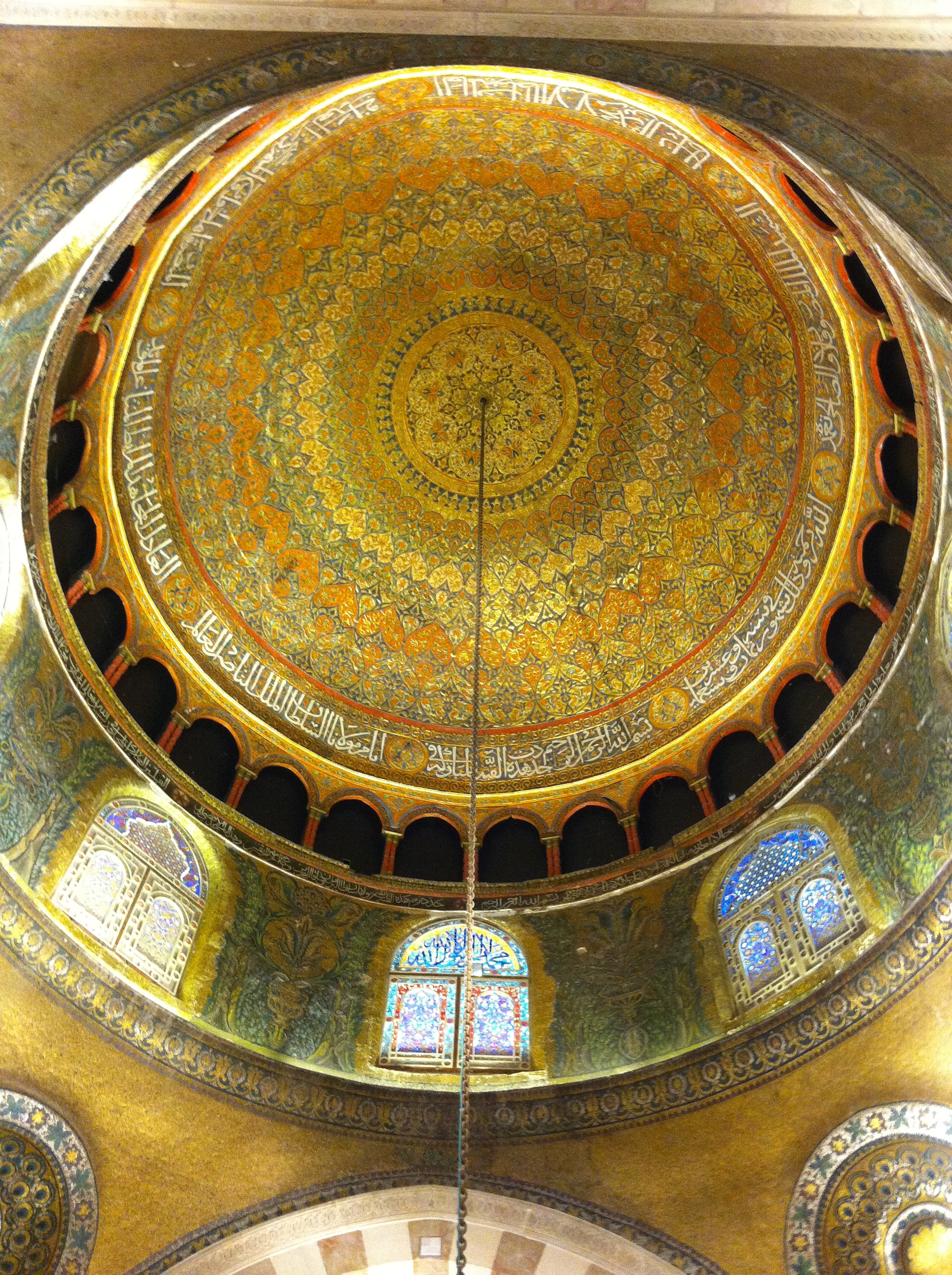
Decoração interior da cúpula principal da Mesquita de al-Aqsa

A Mesquita de Al-Aqsa tem sete corredores de naves hipostilas com vários pequenos salões adicionais a oeste e leste da seção sul do edifício. Há 121 vitrais na mesquita das eras abássida e fatímida. Cerca de um quarto deles foi restaurado em 1924. Os tetos do arco oposto à entrada principal incluem uma decoração em mosaico e uma inscrição que remonta ao período fatímida.
O interior da mesquita é sustentado por 45 colunas, 33 das quais são de mármore branco e 12 de pedra. As fileiras de colunas dos corredores centrais são pesadas e atrofiadas. As quatro fileiras restantes são mais bem proporcionadas. Os capitéis das colunas são de quatro tipos diferentes: os do corredor central são pesados e de desenho primitivo, enquanto os da cúpula são de ordem coríntia e feitos de mármore branco italiano. Os capitéis no corredor leste têm um design em forma de cesta e aqueles a leste e oeste da cúpula também têm formato de cesta, mas são menores e mais bem proporcionados. As colunas e pilares são conectados por uma nave arquitetônica, que consiste em vigas de madeira aproximadamente quadradas encerradas em um invólucro de madeira.
Uma grande parte da mesquita é coberta com cal, mas o tambor da cúpula e as paredes imediatamente abaixo dela são decorados com mosaicos e mármore. Algumas pinturas de um artista italiano foram introduzidas quando foram realizados reparos na mesquita após um terremoto que devastou a mesquita em 1927. O teto da mesquita foi pintado com financiamento do rei Faruque do Egito.

### Mimbar
O minbar da mesquita foi construído por um artesão chamado Akhtarini de Alepo, sob ordens do sultão Zengid Noradine. A intenção era que fosse um presente para a mesquita quando Noradine capturasse Jerusalém dos cruzados e levou seis anos para ser construída (1168–74). Noradine morreu e os cruzados ainda controlavam Jerusalém, mas em 1187, Saladino capturou a cidade e o mimbar foi instalado. A estrutura era feita de marfim e madeira cuidadosamente trabalhada. Caligrafia árabe, desenhos geométricos e florais foram inscritos na madeira.
Após sua destruição por Rohan em 1969, ele foi substituído por um mimbar muito mais simples. Em janeiro de 2007, Adnan al-Husayni — chefe do waqf islâmico responsável por al-Aqsa — declarou que seria instalado um novo mimbar; foi instalado em Fevereiro de 2007. O projeto do novo mimbar foi desenhado por Jamil Badran com base em uma réplica exata do Mimbar de Saladino e foi concluído por Badran em um período de cinco anos. O próprio mimbar foi construído na Jordânia ao longo de um período de quatro anos e os artesãos usaram "métodos antigos de marcenaria, unindo as peças com pinos em vez de pregos, mas empregaram imagens de computador para projetar o púlpito".

## Situação atual

### Administração
O órgão administrativo responsável por todo o complexo da Mesquita de Al-Aqsa é conhecido como Waqf de Jerusalém, um órgão do governo jordaniano. A autoridade religiosa no local, por outro lado, é da responsabilidade do Grande Mufti de Jerusalém, nomeado pelo governo do Estado da Palestina.
Após o ataque incendiário de 1969, o waqf empregou arquitetos, técnicos e artesãos em um comitê que realiza operações regulares de manutenção. O Movimento Islâmico em Israel e o waqf tentaram aumentar o controle muçulmano do Monte do Templo como uma forma de combater as políticas israelenses e a crescente presença de forças de segurança israelenses no local desde a Segunda Intifada. Algumas atividades incluíram a reforma de estruturas abandonadas. A propriedade da Mesquita de Al-Aqsa é uma questão controversa no conflito israelo-palestino. Durante as negociações na Cúpula de Camp David de 2000, os palestinos exigiram a posse total da mesquita e de outros locais sagrados islâmicos em Jerusalém Oriental.

### Acesso

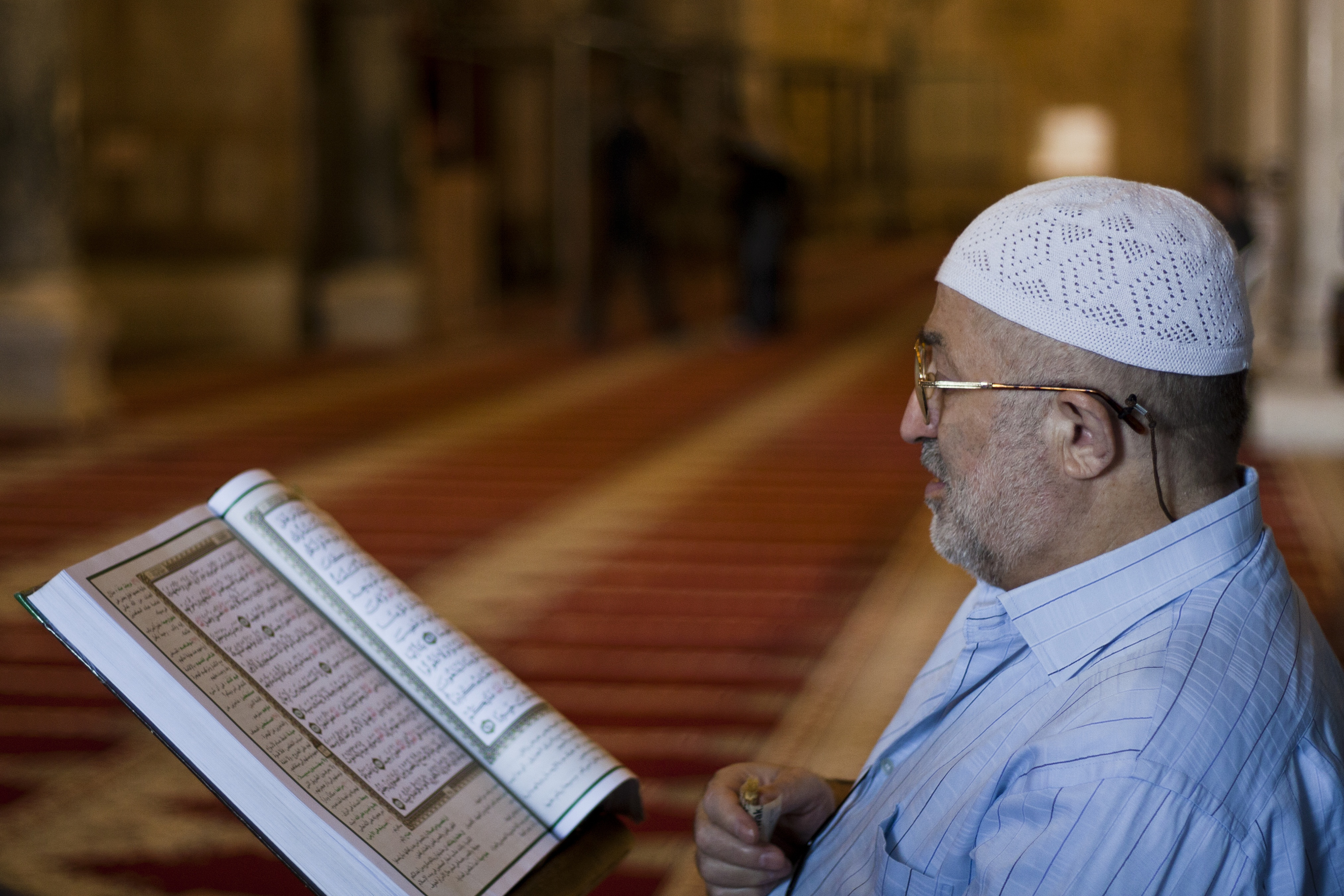
Homem muçulmano palestino lendo o Alcorão dentro da Mesquita de Al-Aqsa

Os muçulmanos que residem em Israel ou que visitam o país e os palestinos que vivem em Jerusalém Oriental são normalmente autorizados a entrar no Monte do Templo e a rezar na Mesquita de al-Aqsa sem restrições. Devido a medidas de segurança, o governo israelense ocasionalmente impede que certos grupos de muçulmanos cheguem a al-Aqsa, bloqueando as entradas do complexo; as restrições variam de tempos em tempos. Às vezes, restrições impediram a entrada de todos os homens com menos de 45 anos, homens solteiros com menos de 50 anos e mulheres com menos de 45 anos. Às vezes, as restrições são aplicadas por ocasião das orações de sexta-feira, outras vezes são aplicadas durante um longo período de tempo. As restrições são mais severas para os moradores da Faixa de Gaza, seguidas pelas restrições para aqueles da Cisjordânia. O governo israelense afirma que as restrições são impostas por razões de segurança.
Até 2000, visitantes não muçulmanos podiam entrar na Mesquita de Aqsa comprando um ingresso no Waqf. Esse procedimento terminou quando a Segunda Intifada começou. Mais de duas décadas depois, o Waqf ainda espera que as negociações entre Israel e a Jordânia possam resultar na permissão de entrada de visitantes novamente.

### Escavações
Várias escavações fora do Monte do Templo ocorreram após a Guerra de 1967. Em 1970, as autoridades israelenses iniciaram escavações intensivas do lado de fora dos muros próximos à mesquita, nos lados sul e oeste. Os palestinos acreditavam que estavam a ser escavados túneis por baixo da Mesquita de Aqsa para minar as suas fundações, o que foi negado pelos israelitas, que alegaram que a escavação mais próxima da mesquita tinha cerca de 70 metros ao sul. O Departamento Arqueológico do Ministério de Assuntos Religiosos de Israel cavou um túnel perto da parte ocidental da mesquita em 1984. De acordo com o enviado especial da UNESCO em Jerusalém, Oleg Grabar, os edifícios e estruturas no Monte do Templo estão a deteriorar-se devido principalmente às disputas entre os governos israelense, palestinno e jordaniano sobre quem é realmente responsável pelo local.
Em fevereiro de 2007, o departamento começou a escavar um sítio para vestígios arqueológicos em um local onde o governo queria reconstruir uma ponte de pedestres destruída que levava ao Portão Mughrabi, a única entrada para não muçulmanos no complexo do Monte do Templo. Este local tinha 60 metros de distância da mesquita. As escavações provocaram indignação em todo o mundo islâmico e Israel foi acusado de tentar destruir a fundação da mesquita. Ismail Haniya —então Primeiro-Ministro da Autoridade Nacional Palestina e líder do Hamas— apelou aos palestinos para se unirem para protestar contra as escavações, enquanto o Fatah disse que acabaria com o cessar-fogo com Israel. O governo israelense negou todas as acusações contra eles, chamando-as de "ridículas".

### Conflitos
Em abril de 2021, durante a Páscoa e o Ramadã, o local foi foco de tensão entre colonos israelenses e palestinos. Os colonos judeus quebraram um acordo entre Israel e a Jordânia e realizaram orações e leram a Torá dentro do complexo, uma área normalmente proibida para não-muçulmanos. Em 14 de abril, a polícia israelita entrou na área e cortou à força os fios dos alto-falantes nos minaretes em redor da mesquita, silenciando o apelo à oração, alegando que o som estava a interferir num evento do presidente israelense no Muro das Lamentações. Em 16 de abril, setenta mil muçulmanos rezaram no complexo em redor da mesquita, o maior ajuntamento desde o início da pandemia da COVID-19; a polícia impediu a maioria de entrar na própria estrutura. Em maio de 2021, centenas de palestinos ficaram feridos na sequência de confrontos no complexo, após relatos da intenção de Israel de proceder à expulsão de palestinos de terras reivindicadas pelos colonos israelenses.
Em 15 de abril de 2022, forças israelenses entraram no Monte do Templo e usaram bombas de gás lacrimogêneo e bombas sonoras para dispersar os palestinos que, segundo eles, estavam atirando pedras nos policiais. Alguns palestinos se barricaram dentro da mesquita de Al-Aqsa, onde foram detidos pela polícia israelense. Mais de 150 pessoas ficaram feridas e 400 foram presas.
Em 5 de abril de 2023, a polícia israelense invadiu o templo, dizendo que "agitadores" que atiraram pedras e dispararam fogos de artifício contra a polícia e se barricaram junto com os fiéis lá dentro. Após o incidente, militantes dispararam foguetes a partir da Faixa de Gaza contra o sul de Israel.
Em 22 de abril de 2024, a polícia israelense prendeu 13 pessoas por incitação à violência, depois de terem sido apanhadas em flagrante a contrabandear cabras para o local para sacrifício ritual, três tinham sido presos em 2023 por tentarem contrabandear cordeiros e cabras para o local.